# Bach-Chor an der Kaiser-Wilhelm-Gedächtniskirche
Der Bach-Chor an der Kaiser-Wilhelm-Gedächtniskirche ist ein Berliner Laien-Chor.

## Kantatengottesdienste
Der Bach-Chor an der Kaiser-Wilhelm-Gedächtniskirche wurde mit dem Ziel gegründet, die liturgiegerechte und zyklische Aufführung des kompletten Kantatenwerkes von Johann Sebastian Bach sicherzustellen. Jeden zweiten Samstag wird seit 1947 eine Kantate im Rahmen eines Kantatengottesdienstes vorgetragen. Mittlerweile wurden so weit mehr als 1000 Kantaten zur Aufführung gebracht. Hinzu kommen Messen, Oratorien, Passionen und Motetten, sowie zahlreiche Instrumentalkonzerte, Orgel- und Orchesterwerke. Auch die Werke anderer Komponisten wie Heinrich Schütz, Georg Friedrich Händel, Joseph Haydn, Wolfgang Amadeus Mozart, Antonín Dvořák, Johannes Brahms und Felix Mendelssohn Bartholdy werden gepflegt.

## Bach-Collegium Berlin
Der Bach-Chor an der Kaiser-Wilhelm-Gedächtniskirche wird bei Kantatengottesdiensten und Konzerten grundsätzlich vom Berliner Bach-Collegium begleitet. Das Bach-Collegium ist ein 1957 gegründetes Ensemble engagierter Instrumentalisten, allesamt Mitglieder großer Berliner Orchester (Orchester der Deutschen Oper Berlin, Berliner Philharmoniker, Deutsches Symphonie-Orchester Berlin, Staatskapelle Berlin). Neben Auftritten in der näheren Berliner Umgebung, sowie in Dresden, Leipzig und Trier, führten Konzertreisen Chor und Collegium nach Polen, Spanien, Israel, Japan und in die USA. Namhafte Solisten gastieren regelmäßig in den Aufführungen der beiden Klangkörper, mit denen auch Dirigenten wie Helmuth Rilling und Thomaskantor Georg Christoph Biller zusammenarbeiteten.

## Geschichte
Am Abend des 6. April 1947, des Osterfestes, wurde mit der Aufführung der Kantate Nummer 4 Christ lag in Todesbanden der erste Gottesdienst des bis heute durchgeführten Kantaten-Zyklus gefeiert. Die Initiative ging vom damaligen Direktor der Inneren Mission, dem Kirchenrat Theodor Wenzel aus. Unterstützt von Bach-Forscher Friedrich Smend, gründete er den Arbeitskreis für Kantate-Gottesdienste, der die zyklische Aufführung der Bach-Kantaten bis 1961 bestritt. Vier Dirigenten mit ihren Chören prägten das erste Jahrzehnt des Kantaten-Zyklus: Gottfried Grote (Spandauer Kantorei), Wolfgang Reimann (Staats- und Domchor), Paul Hoffmann (Kantorei der Kaiser-Wilhelm-Gedächtnis-Kirche) und Herbert Mützel (Schöneberger Kantorei). Zur Seite stand ihnen ein sich über die Jahre immer fester fügendes Instrumentalensemble und ein Kreis von Solisten. Die Leitung der Aufführungen hatte der Dirigent des jeweils mitwirkenden Chores.
Ab 1957 bestritt Hanns-Martin Schneidt, der 1956 die Leitung der Berliner Kirchenmusikschule und der Spandauer Kantorei übernommen hatte, fast alle Aufführungen. Mit der Gründung des Bach-Collegiums im Jahr 1957 und des Bach-Chors im Jahr 1961, schuf er zwei Ensembles, die sich bis heute der zyklischen Aufführung des Bachschen Kantatenwerks widmen.

## Chorleitung
- Hanns-Martin Schneidt (1961–1963)
- Helmuth Rilling (1963–1964)
- Karl Hochreither (1964–2001)
- Achim Zimmermann seit 2002